# Tập đoàn FLC
Công ty Cổ phần Tập đoàn FLC (Mã chứng khoán UPCoM: FLC) là một công ty Việt Nam chủ yếu kinh doanh bất động sản, được thành lập vào ngày 25 tháng 10 năm 2011, trụ sở chính đặt tại tầng 5, tòa nhà FLC Landmark Tower, đường Lê Đức Thọ, phường Mỹ Đình 2, quận Nam Từ Liêm, Hà Nội, Việt Nam.
FLC có tốc độ tăng vốn rất nhanh, với các dự án đầu tư bất động sản nghỉ dưỡng ở nhiều tỉnh của Việt Nam. Hàng loạt các dự án này chưa được cấp phép hoặc chưa hoàn tất hồ sơ xây dựng nhưng vẫn được thi công và thậm chí đã hoàn tất xây dựng, đầu tư về bất động sản nghỉ dưỡng ở Việt Nam như Sầm Sơn, Quy Nhơn…

## Lịch sử phát triển
- Tiền thân của FLC là Công ty TNHH Đầu tư Trường phú Fortune được thành lập với số vốn ban đầu là 18 tỷ đồng [6].
- Năm 2001, thành lập Công ty Cổ phần Việt Nam Trade Corp, hoạt động trong lĩnh vực kinh doanh thương mại - dịch vụ. Sau đó, Công ty Cổ phần Tư vấn quản lý và Giám sát đầu tư (viết tắt là SMiC) ra đời.
- Năm 2006, văn phòng Luật SMiC chuyển đổi thành Công ty TNHH Luật SMiC.
- Năm 2007, thành lập Công ty Cổ phần Chứng khoán FLCS (tiền thân là Công ty Cổ phần Chứng khoán Artex). FLCS chính thức đi vào hoạt động năm 2008.
- Năm 2008, các công ty đầu tư tài chính và đầu tư như Công ty TNHH Đầu tư Trường Phú (đổi tên là Công ty Cổ phần FLC từ tháng 1 năm 2010), Công ty TNHH SG Invest và đặc biệt là Công ty Cổ phần Đầu tư tài chính Ninh Bắc (tiền thân của Công ty Cổ phần FLC Land) - chủ đầu tư của dự án FLC Landmark Tower - được thành lập.
- Năm 2009, SMiC mở chi nhánh tại Thành phố Hồ Chí Minh và Singapore.
- Ngày 9 tháng 12 năm 2009, Công ty TNHH Đầu tư Trường phú Fortune được chuyển đổi thành công ty cổ phần với tên gọi là Công ty Cổ phần Đầu tư tổng hợp CRV, sau đó đổi tên thành Công ty Cổ phần FLC vào ngày 20 tháng 1 năm 2010.
- Đầu năm 2010, sàn giao dịch bất động sản FLC ra đời[cần dẫn nguồn]. Ngày 22 tháng 11 năm 2010, Công ty Cổ phần FLC được đổi tên thành Công ty Cổ phần Tập đoàn FLC.
- Trong năm 2011, SMiC nhận được bằng khen của Thủ tướng Chính phủ Nguyễn Tấn Dũng[cần dẫn nguồn].
- Tháng 10 năm 2011, cổ phiếu FLC chính thức niêm yết trên Sở Giao dịch Chứng khoán Hà Nội (HNX) [7].
- Từ năm 2011-2012, FLC bắt đầu mở rộng kinh doanh khác như du lịch, đại lý vé máy bay, công nghệ, truyền thông, dịch vụ golf... và đẻ ra hàng loạt các công ty. Đồng thời, các công ty thành viên trong tập đoàn được tái cơ cấu như FLC Global (tiền thân là FLC Travel) và FLC Tech & Media.
- Tháng 8 năm 2012, SMiC nhận danh hiệu Hãng luật tiêu biểu của năm[cần dẫn nguồn].
- Tháng 11 năm 2012, khánh thành Sân tập Golfnet 2 - một trong những sân tập golf hiện đại bậc nhất tại Việt Nam[cần dẫn nguồn].
- Tháng 8 năm 2013, cổ phiếu FLC chính thức chuyển sang niêm yết tại Sở Giao dịch Chứng khoán Thành phố Hồ Chí Minh (HOSE) với mã giao dịch: FLC[8].
- Tháng 7 năm 2014, cổ phiếu FLC có mặt tại sàn VN30 với mã giao dịch: FLC[9][10] và FLC tăng vốn điều lệ lên mức 3.150 tỷ đồng[cần dẫn nguồn].
- Năm 2014, FLC triển khai hàng loạt dự án quy mô lớn như Khu Công nghiệp Tam Dương II, Khu Công nghiệp Hòn La II, Quần thể du lịch nghỉ dưỡng sinh thái FLC Sầm Sơn, FLC Complex 36 Phạm Hùng, FLC Complex Thanh Hóa, Khu Công nghiệp Chấn Hưng, Khu Trung tâm hành chính mới Khánh Hòa, FLC Star Tower Hà Đông.
- Tháng 7 năm 2015, khánh thành Quần thể du lịch nghỉ dưỡng sinh thái FLC Sầm Sơn.
- Năm 2015, tăng vốn điều lệ lên gần 8.400 tỷ đồng và lợi nhuận trước thuế trên 1.000 tỷ đồng[cần dẫn nguồn], đồng thời khởi công Dự án Quần thể sân golf, resort, biệt thự nghỉ dưỡng và giải trí cao cấp FLC Quy Nhơn và FLC Twin Tower tại 265 Cầu Giấy, Hà Nội.
- Năm 2016, khánh thành FLC Vĩnh Thịnh Resort, khởi công giai đoạn 2; khởi công Quần thể du lịch nghỉ dưỡng FLC Hạ Long.
- Năm 2017, thành lập Hãng hàng không Bamboo Airways, khai trương khách sạn FLC Grand Hotel Samson.
- Năm 2018, khai trương quần thể FLC Hạ Long, Bộ GTVT chính thức cấp phép cho hãng hàng không Bamboo Airways.
- Năm 2019, Bamboo Airways chính thức đi vào vận hành, kí thỏa thuận mua 10 máy bay Boeing 787-9 Dreamliner bên lề Hội nghị Thượng đỉnh Mỹ – Triều lần 2 tại Hà Nội, khởi công Quần thể du lịch nghỉ dưỡng FLC Quảng Ngãi và các đô thị tại Sa Đéc, Kon Tum.

## Công ty thành viên liên kết

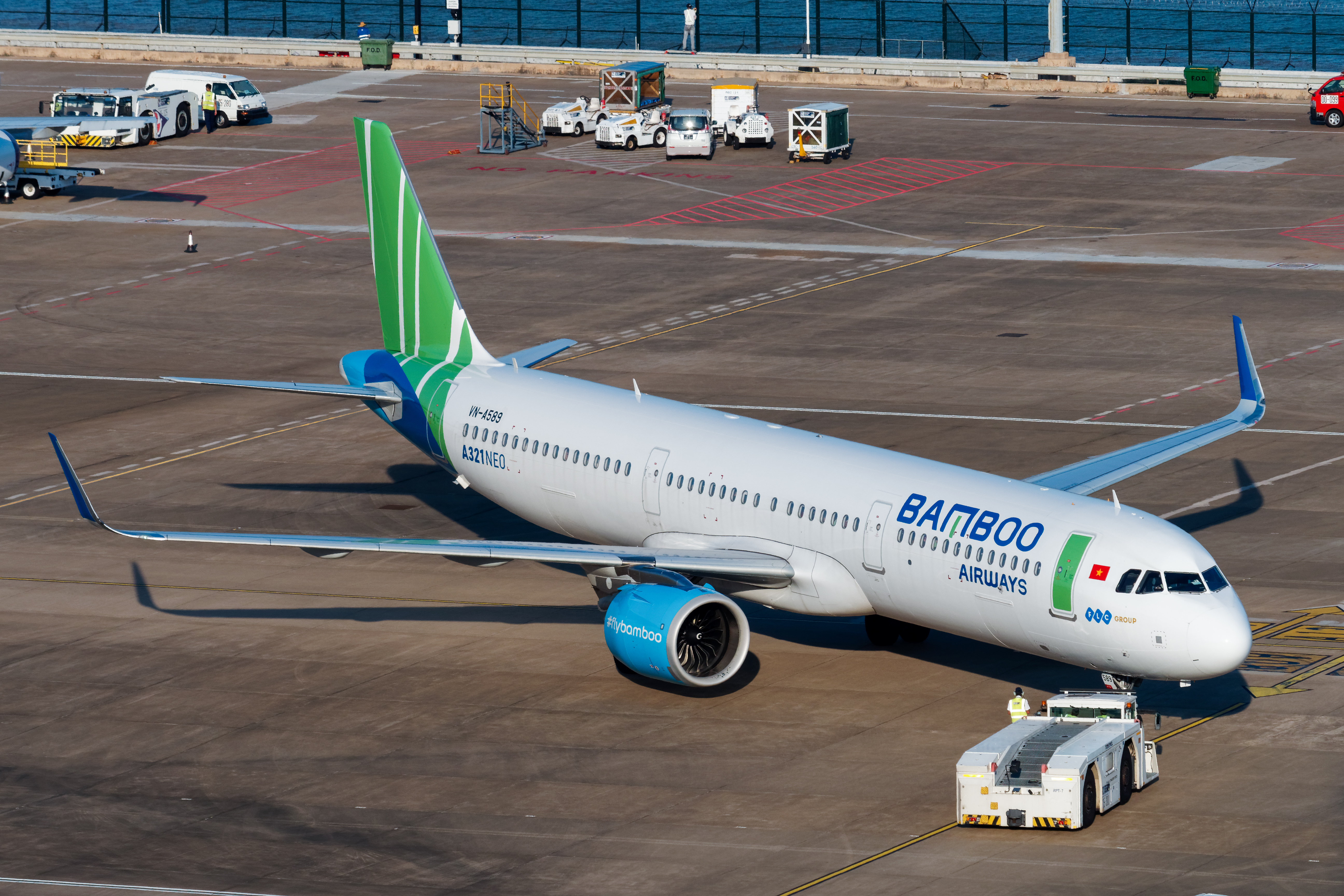
Bamboo Airways là một hãng hàng không thuộc FLC Group

- Công ty Cổ phần Liên doanh Đầu tư Quốc tế KLF (KLF Global)
- Công ty Luật TNHH SMiC
- Công ty Cổ phần Công nghệ OTP FLC Việt Nam
- Công ty TNHH Một thành viên FLC Land
- Công ty Cổ phần FLC Golf & Resort
- Công ty Cổ phần Đầu tư tài chính & Địa ốc Alaska
- Trường Cao đẳng Nghề FLC
- Công ty Cổ phần FLC Travel
- Công ty TNHH Đầu tư & Phát triển FLC Vĩnh Phúc
- Công ty TNHH Dịch vụ Trực thăng & Du thuyền FLC
- Công ty TNHH Thương mại & Nhân lực Quốc tế FLC
- Công ty Cổ phần Địa ốc Star Hà Nội
- Công ty TNHH Đầu tư & Quản lý tòa nhà Ion Complex
- Công ty TNHH FLC Land Thanh Hóa
- Công ty TNHH Đầu tư & Phát triển Địa ốc Khánh Hòa
- Công ty TNHH FLC Samson Golf & Resort
- Công ty TNHH hàng không Tre Việt (Bamboo Airways)

## Giải thưởng
- Tháng 8 năm 2012, đón nhận chứng chỉ "Hệ thống quản lý chất lượng ISO 9001:2008" được trao bởi Direct Assessment Services (DAS).
- Ngày 6 tháng 4 năm 2013, Tập đoàn FLC nhận giải thưởng "Doanh nghiệp Hội nhập và Phát triển" [cần dẫn nguồn].
- Cúp "Doanh nghiệp Hội nhập và Phát triển" 2013, 2014, 2015[cần dẫn nguồn].
- Ngày 24 tháng 5 năm 2013, FLC Group được Bộ Xây dựng và Hiệp hội Bất động sản trao tặng Bằng khen vì những thành tích xuất sắc trong năm 2012 và những đóng góp tích cực cho sự phát triển của Hiệp hội Bất động sản nói riêng, ngành bất động sản Việt Nam nói chung[cần dẫn nguồn].
- Bằng khen của Bộ Xây dựng 2013, 2014, 2015[cần dẫn nguồn]
- Giải thưởng Sao Vàng Đất Việt 2013[12][13], và năm 2015[14].
- Ngày 6 tháng 8 năm 2015, giành giải Chiến lược M&A tiêu biểu 2014 - 2015 tại Diễn đàn M&A 2015 [15] với chủ đề "Chờ đón sự bùng nổ".
- FLC được bình chọn vào Top 50 "Công ty kinh doanh hiệu quả nhất Việt Nam" do tạp chí Nhịp cầu đầu tư bình chọn năm 2015 [16].
- Doanh nghiệp bất động sản hàng đầu Việt Nam 2017 (Dot Property).[17]
- Top 5 doanh nghiệp đầu tư và kinh doanh du lịch có đóng góp cho sự phát triển của ngành du lịch 2018 (Bộ VHTTDL).[18]
- Nhà phát triển bất động sản tốt nhất 2018 (Juwai Global Chinese Choice Awards).[19]
- Top 10 chủ đầu tư bất động sản hàng đầu Việt Nam 2018 (Asia Pacific Property Awards).[20]
- Top 3 chủ đầu tư Bất động sản uy tín năm 2019 (Vietnam Report).[21]
- Top 10 Thương hiệu mạnh Việt Nam năm 2015, 2016, 2018.[22]
- Nhà phát triển bất động sản uy tín nhất Việt Nam 2018 (VNREA).[23]
- "Khu nghỉ dưỡng được Người chơi golf yêu thích nhất của năm" - Hệ thống quần thể nghỉ dưỡng và sân golf của FLC (Việt Nam Golf Awards 2019).[24]
- Cúp vàng "Doanh nghiệp của năm trong lĩnh vực địa ốc" (International Business Awards 2019).[25]
- Top 10 thương hiệu du lịch – điểm đến ấn tượng nhất (The Guide Awards 2019).[26]
- Top 5 "Doanh nghiệp đầu tư vào lĩnh vực du lịch hàng đầu Việt Nam năm 2019" (Giải thưởng Du lịch Việt Nam).[27]
- Top 10 nhà phát triển bất động sản tốt nhất Việt Nam năm 2016, 2018, 2019 (BCI Asia Awards).[28]

## Pháp lý
Trong kết luận thanh tra Thanh tra Bộ Xây dựng chỉ ra hàng loạt sai phạm của Công ty Tập đoàn FLC lẫn hai địa phương đối với hai dự án du lịch nghỉ dưỡng tại Thành phố Sầm Sơn (Thanh Hóa) và Quy Nhơn (Bình Định). Quần thể du lịch nghỉ dưỡng 5 sao FLC Sầm Sơn có diện tích trên 200ha, tổng mức đầu tư 8.000 tỷ đồng. Dự án gồm các hạng mục, tiện ích 5 sao như sân golf 18 lỗ, trung tâm hội nghị quốc tế, khu biệt thự nghỉ dưỡng cao cấp, khách sạn, khu villa, khu công viên giải trí... Nhiều hạng mục tại dự án này đã được đưa vào hoạt động từ năm 2015. Trong khi đó, dự án FLC Quy Nhơn có tổng diện tích 1.300 ha và tổng mức đầu tư lên tới 7.000 tỷ đồng đi vào hoạt động từ tháng 7/2016.
Về phía Công ty cổ phần Tập đoàn FLC, cơ quan thanh tra cho biết chủ đầu tư có nhiều sai phạm về quy hoạch xây dựng. Liên quan đến công tác quản lý chất lượng và công trình, ở cả hai dự án, chủ đầu tư không có các hồ sơ về khảo sát xây dựng, hoặc tổ chức khảo sát không đúng quy chuẩn... Nhiều công trình tại 2 dự án đều không có hồ sơ quản lý chất lượng thi công xây dựng. Đặc biệt, tại FLC Sầm Sơn, chủ đầu tư còn tổ chức thi công và đã đưa vào sử dụng khi chưa có giấy phép công trình khách sạn 7 tầng với tổng diện tích hơn 4.000m2. Công trình khách sạn cao 15 tầng, diện tích hơn 75.000 m2, khu resort, hạ tầng kỹ thuật cũng được tiến hành thi công khi chưa có giấy phép. Nhiều công trình không có nghiệm thu công tác phòng cháy chữa cháy. Tình trạng thi công khi chưa có giấy phép, chưa được phê duyệt đánh giá tác động môi trường, không có nghiệm thu công tác phòng cháy chữa cháy cũng xảy ra với một loạt công trình tại dự án FLC Quy Nhơn. Đơn vị tư vấn, khảo sát, giám sát, nhà thầu thi công của 2 dự án này cũng được cơ quan thanh tra đánh giá là chưa có giấy phép.
Phản hồi về kết quả thanh tra của Bộ Xây Dựng, ông Hồ Quốc Dũng, Chủ tịch UBND tỉnh Bình Định cho biết những vi phạm được nêu tại văn bản thanh tra đều không nghiêm trọng, không gây thiệt hại và đều đã được khắc phục, điều chỉnh; đồng thời không những không gây hậu quả nghiêm trọng, ngược lại còn tác động tích cực đến kinh tế đất nước và địa phương nên cần được cân nhắc trong việc xử lý.
Lãnh đạo Bình Định cho biết tỉnh đã cho phép chủ đầu tư vừa thiết kế, thi công, vừa hoàn thiện giấy tờ. Như vậy vừa để tạo thuận lợi cho nhà đầu tư sớm hoàn thiện công trình, cũng là vừa giúp tỉnh mau chóng có nguồn thu ngân sách cũng như giải quyết việc làm cho hàng nghìn người lao động. Đối với những tỉnh nghèo, khó khăn như Bình Định thì việc thu hút nguồn vốn từ tư nhân vào phát triển kinh tế là đặc biệt quan trọng và cần tạo điều kiện thông thoáng và môi trường thuận lợi nhất cho các nhà đầu tư, đó chính là mục tiêu của Chính phủ kiến tạo, phục vụ. Và vai trò của các địa phương trong vấn đề này là hết sức quan trọng.

### Thanh Hóa
Đối với dự án của FLC tại Thanh Hóa, UBND tỉnh Thanh Hóa đã phê duyệt quy hoạch sân golf Quảng Cư (Thành phố Sầm Sơn) trước thời điểm được Thủ tướng đồng ý bổ sung vào danh mục quy hoạch đến 11 tháng. Việc tỉnh Thanh Hóa cho phép chuyển đổi mục đích sử dụng hơn 11ha đất rừng phòng hộ làm sân golf là vi phạm quy định tại Quyết định 1946-2009 và Chỉ thị 11-2012 của Thủ tướng. Ngoài ra, địa phương này còn cho phép chuyển đổi mục đích sử dụng gần 11,6ha đất rừng phòng hộ để thực hiện dự án FLC Sầm Sơn khi chưa có đủ điều kiện theo quy định tại Nghị định 23-2006 của Chính phủ về thi hành Luật bảo vệ và phát triển rừng. Cũng theo Thanh tra Bộ Xây dựng, Sở Xây dựng Thanh Hóa cấp phép xây dựng cho 2 công trình thuộc dự án Khu đô thị du lịch sinh thái FLC Sầm Sơn và một công trình thuộc dự án FLC Sầm Sơn Golf Links khi đã thi công hoàn thành. Ngoài ra, có 2 công trình thuộc dự án FLC Sầm Sơn và 2 công trình thuộc dự án FLC Sầm Sơn Golf Links đã thi công hoàn thành nhưng thời điểm thanh tra chưa có giấy phép xây dựng.

### Bình Định
Ban Quản lý Khu kinh tế tỉnh Bình Định cấp phép cho 7 công trình thi công đã hoàn thành thuộc dự án này. Còn 5 công trình khác đã hoàn thành nhưng chưa có giấy phép xây dựng..

### Thao túng chứng khoán
Ngày 10-1-2022, ông Trịnh Văn Quyết đã bán 74,8 triệu cổ phiếu FLC nhưng không báo cáo, không công bố thông tin trước khi thực hiện giao dịch. Nó đưa đến việc ông bị khởi tố và bị bắt hôm 29-3 với cáo buộc thao túng và che giấu thông tin chứng khoán. ngày 31-3, ông Đặng Tất Thắng chính thức đảm nhiệm chức vụ chủ tịch hội đồng quản trị của cả hai doanh nghiệp là Tập đoàn FLC và Bamboo Airways. 
Ngày 04/04/2022, Bộ Công an bắt tạm giam em gái ông Trịnh Văn Quyết, Trịnh Thị Minh Huế, cán bộ Ban Kế toán Tập đoàn FLC, với vai trò đồng phạm" giúp sức Trịnh Văn Quyết thực hiện hành vi "thao túng thị trường chứng khoán". 
Ngày 8-4-2022, Bộ Công an đã ra quyết định khởi tố bị can, bắt tạm giam bà Hương Trần Kiều Dung - phó chủ tịch hội đồng quản trị (HĐQT), cựu tổng giám đốc tập đoàn FLC - và Nguyễn Quỳnh Anh - tổng giám đốc Công ty cổ phần chứng khoán BOS vì có vai trò đồng phạm giúp sức cho ông Trịnh Văn Quyết thực hiện hành vi phạm tội "thao túng thị trường chứng khoán". Một cô em gái ruột của ông Quyết là Trịnh Thị Thúy Nga - phó tổng giám đốc Công ty chứng khoán BOS cũng đã bị bắt tạm giam. 
Trước đó bà Hương Trần Kiều Dung, Phó chủ tịch FLC, thành viên Hội đồng quản trị của Tập đoàn FLC, bị phạt hành chính 70 triệu vì cùng lúc là thành viên Hội đồng quản trị 6 công ty khác. 
Quá trình điều tra mở rộng vụ án "Thao túng thị trường chứng khoán" xảy ra tại Công ty CP Tập đoàn FLC, Công ty CP Chứng khoán BOS và các công ty có liên quan, ngoài hành vi phạm tội đã bị khởi tố, các bị can Trịnh Văn Quyết, Trịnh Thị Minh Huế, Trịnh Thị Thúy Nga, Hương Trần Kiều Dung còn có hành vi "Lừa đảo chiếm đoạt tài sản". Từ năm 2014 đến năm 2016, họ đã làm thủ tục tăng vốn điều lệ khống từ 1,5 tỷ đồng lên 4.300 tỷ đồng. Tính đến ngày 24/2/2021, Trịnh Văn Quyết đã chỉ đạo Trịnh Thị Minh Huế bán toàn bộ cổ phiếu ROS mang tên Trịnh Văn Quyết và cổ phiếu ROS mang tên 5 cá nhân khác (do Quyết nhờ đứng tên), thu được tổng cộng 6.412 tỷ đồng và rút tiền mặt để chiếm đoạt. 
Ngày 23/6/2023, 15 người bị Cơ quan Cảnh sát điều tra Bộ Công an (C01) khởi tố, cấm đi khỏi nơi cư trú để điều tra về tội Thao túng thị trường chứng khoán.
Trong số này có hai nhân viên của tập đoàn FLC là Đỗ Thị Huyền Trang, Phó phòng kế toán và Nguyễn Thị Nga, nhân viên Ban kế toán. 8 bị can là lãnh đạo, nhân viên các công ty con của FLC, gồm: Trịnh Văn Đại, Phó tổng giám đốc Công ty CP Xây dựng FLC Faros; Trịnh Thị Thanh Huyền, nhân viên Công ty FLC Homes; Trịnh Tuân, Trưởng phòng vật tư Công ty FLC Land; Hoàng Thị Huệ, cựu nhân viên Công ty CP Thương mại và dịch vụ số FLC; Trịnh Văn Nam, cựu nhân viên Công ty CP Hàng không Tre Việt; Nguyễn Văn Mạnh, nhân viên Phòng vật tư Công ty TNHH MTV FLC Land; Nguyễn Quang Trung, lái xe Bệnh viện đa khoa Hà Thành và Nguyễn Thị Hồng Dung.
5 người còn lại làm việc tại Công ty CP Chứng khoán BOS: Nguyễn Thị Thanh Phương, Trưởng phòng dịch vụ chứng khoán; Nguyễn Thị Thu Thơm, cựu Phó phòng dịch vụ chứng khoán; Bùi Ngọc Tú, Phó phòng dịch vụ chứng khoán cùng Quách Thị Xuân Thu, kế toán trưởng và Trần Thị Lan.

#### Mã cổ phiếu bị đình chỉ giao dịch
Sở Giao dịch Chứng khoán Hà Nội (HNX) thông báo ngày 17/11/2022 quyết định đình chỉ giao dịch mã cổ phiếu ART của Công ty Cổ phần Chứng khoán BOS. Đây là một trong bảy mã cổ phiếu thuộc FLC gồm: FLC, AMD, KLF, ART, HAI, ROS và GAB. Trong đó hiện ROS đã bị hủy niêm yết bắt buộc trên Sàn Giao dịch Chứng khoán Thành phố Hồ Chí Minh (HoSE); còn các mã FLC, ART và HAI bị đình chỉ giao dịch, các mã GAB, KLF, và AMD đều bị hạn chế giao dịch.  Lý do được nêu ra vì tổ chức niêm yết tiếp tục vi phạm quy định về công bố thông tin sau khi chứng khoán bị đưa vào diện hạn chế giao dịch, cụ thể công ty chậm nộp báo cáo tài chính quý 3/2022. 

#### Ảnh hưởng
Tập đoàn FLC hiện có gặp một số khó khăn, vướng mắc, ảnh hưởng đến tiến độ một số dự án đang triển khai.
- Tại tỉnh Bình Định UBND vào ngày 8/12/2022 đã chấm dứt hoạt động dự án Eo Gió của FLC để thực hiện thủ tục lựa chọn nhà đầu tư mới có năng lực bảo đảm để đẩy nhanh tiến độ đầu tư.[38]

- Cũng trong tháng này, UBND tỉnh Hòa Bình giao Sở Kế hoạch và Đầu tư (KHĐT) thực hiện thủ tục chấm dứt hoạt động của dự án Quần thể du lịch, nghỉ dưỡng và sân golf Yên Thủy tại xã Hữu Lợi và thị trấn Hàng Trạm, huyện Yên Thủy do Công ty Cổ phần Tập đoàn FLC là nhà đầu tư.[39]